# Scalea
Scalea är en ort och kommun i provinsen Cosenza i regionen Kalabrien i Italien. Kommunen hade 11 091 invånare (2018).